# Ampelopsis brevipedunculata
Ampelopsis brevipedunculata (sin. Vitis heterophylla Thunb.), la baya porcelana, es una planta ornamental, nativa de las zonas templadas de Asia. Por lo general, es similar a, y puede confundirse con especies con uvas del género (Vitis) y otras especies del género Ampelopsis.
El extraño color azul de las bayas es debido a un complejo de antocianidinas-flavonoles que produce el fenómeno de la copigmentación.
La ampelopsina B es un oligómero de estilbeno que se encuentra en A. brevipedunculata var hancei.

## Cultivo
Ampelopsis brevipedunculata tiene fruta azul como medio distintivo, y es una planta ornamental utilizada en jardines aunque se desaconseja hacerlo por tratarse de una especie invasora. Además, su sabor alcalino y blanqueado no ayuda a que la especie se use con más frecuencia.

## Conservación
Se considera especie de plantas invasoras en el "este de los Estados Unidos".  Es invasiva en los entornos urbanos, así como en entornos más rurales.